# Józef Karol Skrodzki
Józef Karol Skrodzki (krypt. J.K.S., S.) (ur. 19 marca 1787 w Bohonikach, zm. 15 maja 1832 w Warszawie) – polski fizyk, zoolog, profesor i rektor Królewskiego Uniwersytetu Warszawskiego, członek Komisji Najwyższej Egzaminacyjnej w Królestwie w 1829 roku, członek czynny Towarzystwa Królewskiego Przyjaciół Nauk w Warszawie w 1829 roku. 

## Życiorys
Ukończył gimnazjum pijarów w Wilnie. Nie złożył ślubów zakonnych, wystąpił z zakonu. Był absolwentem Szkoły Głównej Wileńskiej. Studiował nauki matematyczno-fizyczne na Uniwersytecie Wileńskim, m.in. chemię u Jędrzeja Śniadeckiego.
Od 1807 roku pracował jako nauczyciel fizyki w szkołach na Litwie. W 1811 roku przeniósł się do Warszawy, gdzie rozpoczął pracę jako nauczyciel fizyki, chemii i historii w Liceum Warszawskim. W 1814 roku wyjechał na studia na Uniwersytet w Berlinie, następnie podróżował po Europie (Anglia, Holandia, Niemcy), gdzie zwiedzał gabinety fizyczne i laboratoria, robił też wyprawy geologiczne. W 1815 roku studiował przez kilka miesięcy w Paryżu, wrócił do Warszawy w 1816 roku, gdzie kontynuował pracę jako nauczyciel w Liceum Warszawskim.
Włączył się w organizację Uniwersytetu Warszawskiego i w 1818 roku – po formalnym otwarciu uczelni – objął katedrę fizyki jako profesor stały radny oraz kierownik gabinetu fizycznego. Gabinet ten stał się jedną z najlepiej wyposażonych placówek Uniwersytetu, dzięki sprowadzonym z Paryża instrumentom (wyposażenie to zostało w całości wywiezione do Petersburga po zamknięciu Uniwersytetu w 1831 roku).
Skrodzki co kilka lat reformował system nauczania fizyki, przyczynił się również do ogólnej reformy Uniwersytetu. Wykładał również na innych uczelniach: w Szkole Szczególnej Leśnictwa, w Szkole Wojskowej Aplikacyjnej.
W 1824 roku uzyskał stopień doktora, bez przedłożenia dysertacji, co było stosowane w przypadku „zasłużonych dla nauki mężów”. W 1825 roku wszedł w skład kierowanej przez Stanisława Staszica Rady Politechnicznej, która opracowywała organizację i program przyszłej politechniki.
W latach 1823–1829 pełnił funkcję dziekana Wydziału Filozoficznego. Podczas powstania listopadowego, 10 stycznia 1831 roku został wybrany rektorem Uniwersytetu. Władze rosyjskie, po zajęciu Warszawy, nie uznały tego wyboru. 19 listopada 1831 roku Uniwersytet został zamknięty na 26 lat.

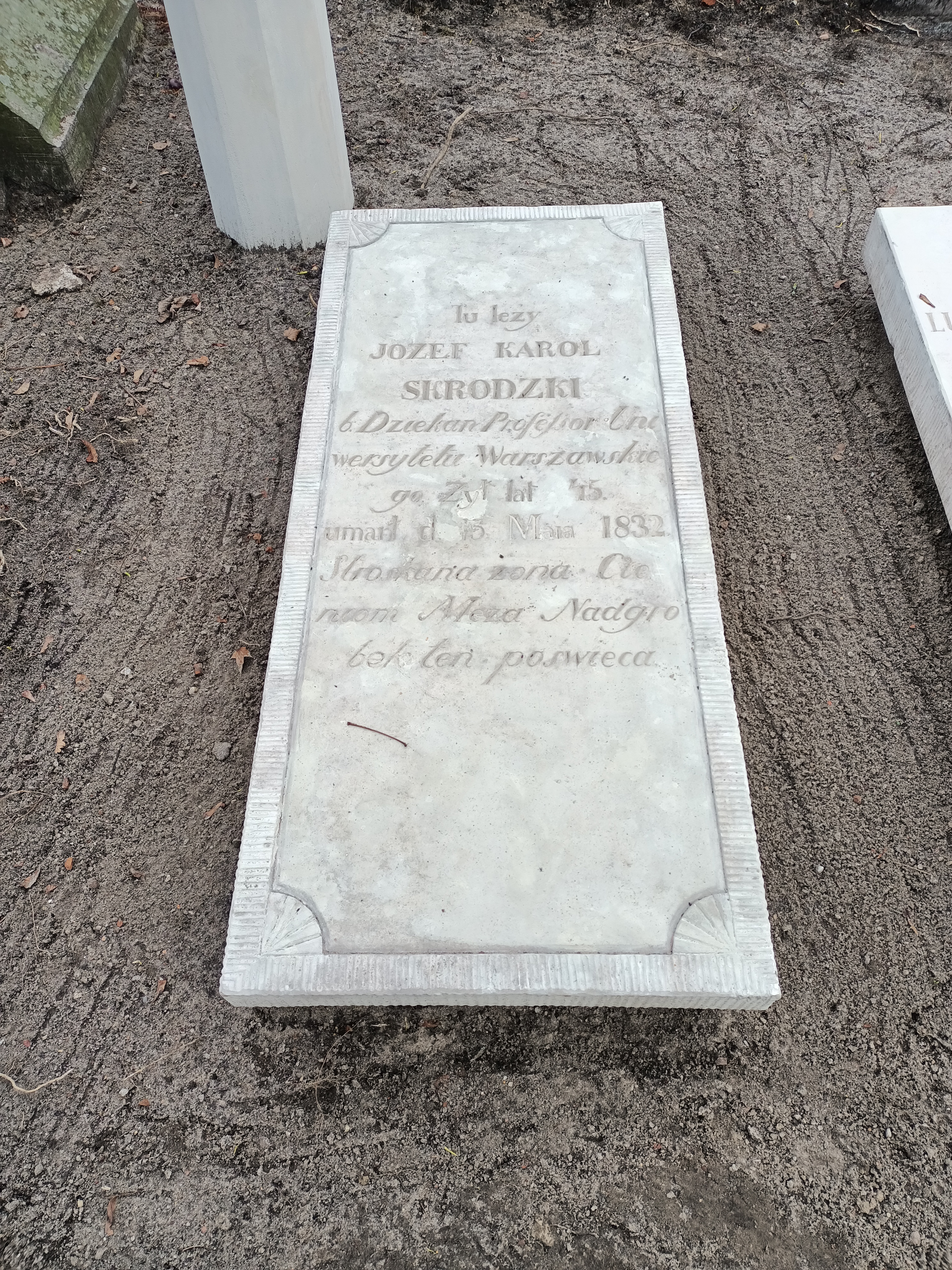
Grób Józefa Karola Skrodzkiego na cmentarzu Powązkowskim w Warszawie

## Odznaczenia
- Order św. Stanisława 4 klasy za działalność w Szkole Wojskowej Aplikacyjnej.

## Życie prywatne
Był synem Jana Jakuba Skrodzkiego, kapitana artylerii wojsk koronnych. Ożenił się z Ludwiką Cichowską (1800–1839), z którą miał dwoje dzieci: Karolinę zamężną Dobiecką i Eugeniusza Kajetana (1821–1896), literata.
Bratem Ludwiki Skrodzkiej był Adolf Cichowski. Teściem córki Skrodzkiego Karoliny był Wincenty Dobiecki, generał brygady powstania listopadowego, generalny inspektor poczt.
Józef Skrodzki został pochowany na cmentarzu Powązkowskim w Warszawie (kwatera 20 rząd 6 miejsce 11).